# سيمون مانويل
سيمون آشلي مانويل (ولدت في 2 آب 1996) هي سباحة اميركية نافست في مسابقات السباحة الحرة في أولمبياد ريو 2016 ، فازت بميداليتين ذهبيتين وميداليتين فضيتين: الذهب في 100 متر سباحة حرة و 4x100 متر متنوع والفضة في 50 متر سباحة حرة و 4×100 متر حرة تتابع. بالفوز في 100 متر سباحة حرة، تقاسمت المركز الأول مع بيني أوليكسياك من كندا، مانويل أصبحت أول امرأة من أصل أفريقي تفوز بذهبية أولمبية في السباحة.
مانويل أيضا تحمل ثلاثة أرقام قياسية عالمية بوصفها عضوا في فريق التتابع وهي بطلة الرابطة الوطنية لرياضة الجامعات مرتين.

## أفضل الارقام
| بالطبع طويل (50 متر سباحة) | بالطبع طويل (50 متر سباحة) | بالطبع طويل (50 متر سباحة) | بالطبع طويل (50 متر سباحة) | بالطبع طويل (50 متر سباحة) | بالطبع طويل (50 متر سباحة) |
| -------------------------- | -------------------------- | -------------------------- | -------------------------- | -------------------------- | -------------------------- |
| الحدث                      | الوقت                      | المدينة                    | تاريخ                      | ملاحظات                    | المرجع                     |
| 50 م حرة                   | 24.08                      | ريو دي جانيرو, البرازيل    | أغسطس 13, 2016             | [ 2 ]                      |                            |
| 100 م حرة                  | 52.70                      | ريو دي جانيرو، البرازيل    | 11 أغسطس 2016              | NR, أو                     | [ 3 ]                      |

## ارقام عالمية
| المسافة   | الحدث                   | الوقت   | الموقع                | تاريخ                   | المرجع |
| --------- | ----------------------- | ------- | --------------------- | ----------------------- | ------ |
| 4 × 50 م  | تتابع متنوع (مختلطة)[a] | 1:37.17 | غلاسكو في اسكتلندا    | 999999999999-99-99-0000 | [ 4 ]  |
| 4 × 100 م | تتابع متنوع (مختلطة)[b] | 3:23.05 | قازان, روسيا          | 999999999999-99-99-0000 | [ 5 ]  |
| 4 × 100 م | تتابع متنوع (النساء)[c] | 3:45.20 | Indianapolis, Indiana | 999999999999-99-99-0000 | [ 6 ]  |

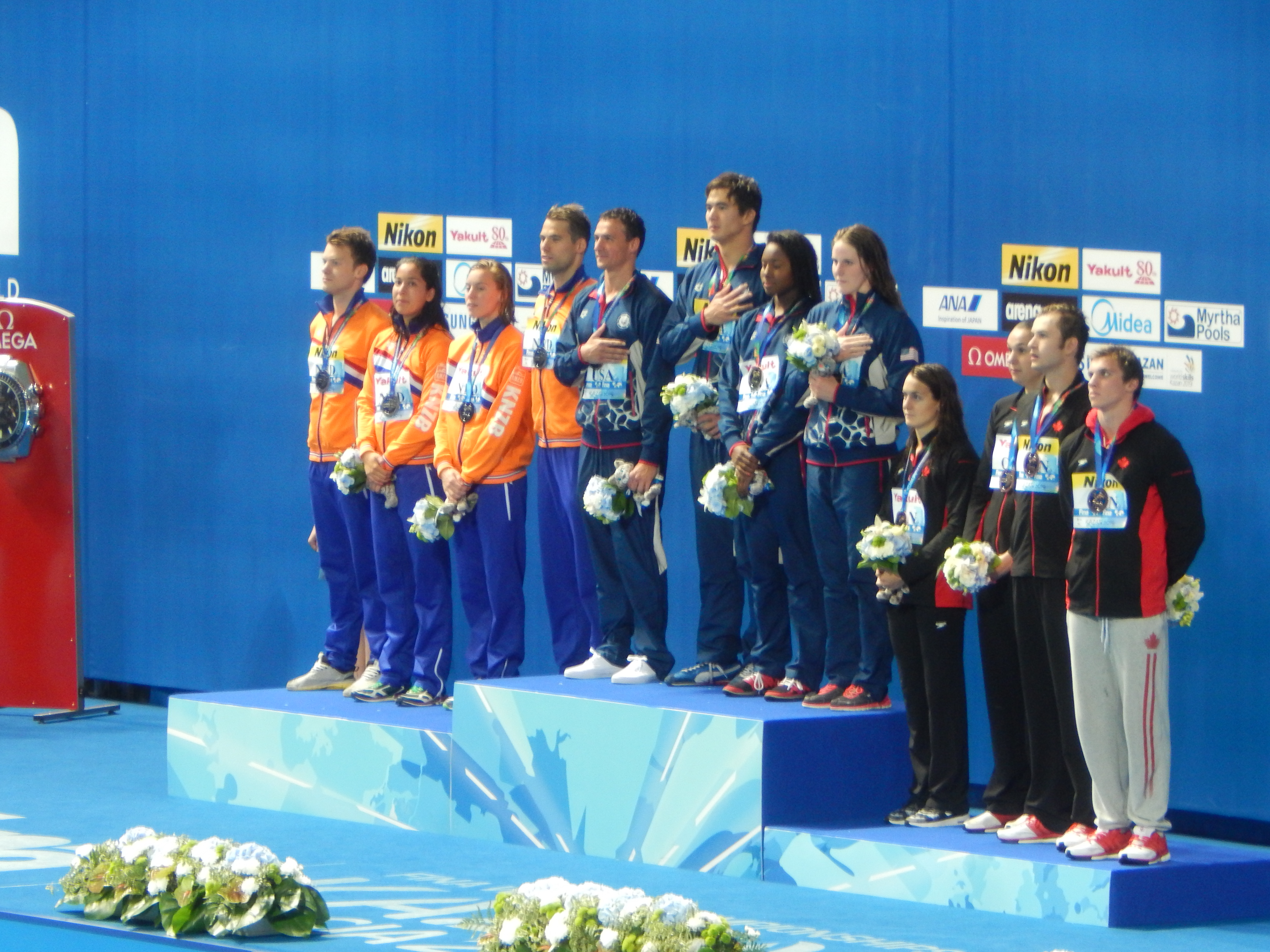
Lochte, أدريان, مانويل, و فرانكلين (مركز اليسار إلى اليمين) إلى جانب عقد مختلط 4 × 100 متر تتابع متنوع القياسي العالمي.

a  مع يوجين Godsoe, كيفن كوردس، كلير دوناهو
b  مع ريان Lochte، ناثان أدريانو ميسي فرانكلين
c  مع كورتني بارثولوميو، كاتي ميلى وكيلسي وريل

## روابط خارجية
- سيمون مانويل على موقع الاتحاد الدولي للسباحة (الإنجليزية)
- سيمون مانويل على موقع SwimRankings.net (الإنجليزية)
- سيمون مانويل على موقع اللجنة الأولمبية الدولية (الإنجليزية)
- سيمون مانويل على موقع أوليمبيديا (الإنجليزية)
- سيمون مانويل على موقع اللجنة الأولمبية والبارالمبية الأمريكية (الإنجليزية)